# Малопольська провінція

Малопольська провінція на карті Речі Посполитої (1619).

Малопо́льська прові́нція (пол. Prowincja małopolska) — адміністративно-територіальна одиниця Королівства Польського та Корони Польської в Речі Посполитій. Існувала з 14 століття. Виникла на основі Малопольського князівства зі столицею в Кракові. Об'єднувала території Малопольщі, Русі, а також землі Війська Запорозького, Севежського князівства та Спишського староства. До 1667 року складалася з 11 воєводств. Головне місто — Краків, резиденція генерального старости Малопольщі. Ліквідована 1795 року під час третього поділу Речі Посполитої.

## Воєводства і князівства
| Регіон           | Воєводство | Воєводство              | Центр     |
| ---------------- | ---------- | ----------------------- | --------- |
| Малопольща       |            | Краківське воєводство   | Краків    |
| Малопольща       |            | Сандомирське воєводство | Сандомир  |
| Малопольща       |            | Люблінське воєводство   | Люблін    |
| Польська Україна |            | Підляське воєводство    | Дорогочин |
| Польська Україна |            | Руське воєводство       | Львів     |
| Польська Україна |            | Белзьке воєводство      | Белз      |
| Польська Україна |            | Волинське воєводство    | Луцьк     |
| Польська Україна |            | Подільське воєводство   | Кам'янець |
| Польська Україна |            | Київське воєводство     | Київ      |
| Польська Україна |            | Брацлавське воєводство  | Брацлав   |
| Польська Україна |            | Чернігівське воєводство | Чернігів  |
| Польська Україна |            | Військо Запорозьке      | Січ       |
| Сілезія          |            | Севежське князівство    | Севеж     |
| Словаччина       |            | Спишське староство      | Любовня   |